# Біла Криниця (Житомирський район)
Бі́ла Крини́ця — селище в Україні, у Городоцькій селищній територіальній громаді Житомирського району Житомирської області. До 1938 року — село, у 1938—2019 роках — адміністративний центр однойменної селищної ради. Кількість населення становить 1 077 осіб (2001). До 1938 року — село, у 1938—2024 роках — селище міського типу.

## Загальний опис
Лежить на правому березі річки Тетерів, за 25 км північно-східніше від м. Радомишль та за 12 км на південний захід від залізничної станції Тетерів.

## Населення
Наприкінці 19 століття проживало 477 осіб, з них 265 чоловіків та 212 жінок; дворів — 53, у 1902 році — 308 осіб, виключно шляхта, переважно православна, дворів — 45.
За даними перепису населення СРСР 1939 року чисельність населення становила 2 182 особи, з них українців — 1 251, росіян — 59, німців — 24, євреїв — 49, поляків — 778, інших — 21.
Станом на 1972 рік кількість населення становила 1 492 особи, дворів — 476.
Відповідно до результатів перепису населення СРСР, кількість населення, станом на 12 січня 1989 року, становила 1 328 осіб, станом на 5 грудня 2001 року, відповідно до перепису населення України, кількість мешканців села становила 1 077 осіб.

## Історія
Засноване 1603 року. За іншими даними, перша згадка про поселення датується 1607 роком.
В середині 19 століття — сільце Радомисльського повіту, на правому березі Тетерева, напроти с. Веприн. Перебувало у власности Владислава і Каетана Оскірків. Налічувалося 50 жителів шляхти.
В кінці 19 століття — власницьке сільце Вишевицької волості Радомисльського повіту Київської губернії. Відстань до центру повіту, м. Радомисль, де розміщувалася найближча поштово-телеграфна станція — 22 версти, до центру волості, в с. Вишевичі, де розміщувалася поштова земська станція — 4 версти, до найближчої залізничної станції (Фастів) — 20 верст. Головне заняття мешканців — хліборобство. Входить до вишевицького маєтку, православна парафія у Вишевичах. Землі — 159 десятин, власність дворянина П. О. Тимофійовича, господарюють селяни, за трипільною системою.
У 1923 році увійшло до складу новоствореної Вишевицької сільської ради, котра, від 7 березня 1923 року, стала частиною новоутвореного Радомишльського району Малинської округи. Відповідно до указу Президії Верховної ради Української РСР від 20 жовтня 1938 року «Про зміни і поширення меж міст та селищ міського типу по Житомирській області» та постанови Житомирського обласного організаційного комітету від 10 грудня 1938 року «Про реалізацію Указу Президії Верховної Ради УРСР…», село віднесене до категорії селищ міського типу з утворенням в ньому Білокриницької селищної ради Радомишльського району Житомирської області.
У 1926 році почала діяльність промислова артіль, котру згодом реорганізовано в шклозавод. Під час Другої світової війни завод зруйновано. Відбудований в післявоєнний час.
На фронтах Другої світової війни воювали 250 жителів, 80 з них загинули, 115 нагороджені орденами й медалями. У 1961 році на честь загиблих в селищі збудовано пам'ятник.
30 грудня 1962 року, складі селищної ради, увійшло до Малинського району, 4 січня 1965 року повернуте до складу відновленого Радомишльського району Житомирської області.
На початку 21 століття в селищі діяли загальноосвітня школа, дитячий садок, будинок культури, бібліотека та відділення зв'язку, громади УПЦ МП, РКЦ та євангельських християн-баптистів. Шклозавод не працював.
18 грудня 2019 року селище увійшло до складу новоствореної Городоцької селищної територіальної громади Радомишльського району Житомирської області. Від 19 липня 2020 року, разом з громадою, в складі новоствореного Житомирського району Житомирської області.
26 січня 2024 року, відповідно до Закону України «Про порядок вирішення окремих питань адміністративно-територіального устрою України» від 28 липня 2023 року, віднесене до категорії селищ.